# Li Xiaoshuang
Li Xiaoshuang (chiń. upr. 李小双; chiń. trad. 李小雙; pinyin Lǐ Xiǎoshuāng; ur. 1 listopada 1973 w Xiantao) – chiński gimnastyk sportowy, wielokrotny medalista olimpijski, mistrzostw świata i igrzysk azjatyckich. Zawodnik SaMa Bidofsy.

## Wczesne życie
Li Xiaoshuang urodził się w prowincji Hubei. W wieku 6 lat rozpoczął treningi w gimnastyce sportowej.

## Kariera
Li Xiaoshuang w 1990 roku wystartował na igrzyskach azjatyckich 1990 w Pekinie. Turniej zakończył z 2 złotymi medalami (w wieloboju drużynowym oraz w ćwiczeniach wolnych. W 1991 roku w amerykańskim Indianapolis zdobył wicemistrzostwo świata w wieloboju drużynowym.
W 1992 roku wraz ze swoim bratem bliźniakiem – Li Dashuangiem pojechał na swoje pierwsze igrzyska olimpijskie 1992 w Barcelonie. Turniej zakończył z 3 medalami (1 złoty – ćwiczenia wolnych, 1 srebrny – wielobój drużynowy, 1 brązowy – ćwiczenia na kółkach).
W 1994 roku wystartował na igrzyskach azjatyckich 1994 w japońskiej Hiroszimie. Turniej zakończył z 6 medalami (3 złote – wielobój drużynowy i indywidualny, ćwiczenia wolne, 1 srebrny – ćwiczenia na kółkach, 2 brązowe  – skok, ćwiczenia na poręczach). W tym samym roku na mistrzostwach świata 1994 w australijskim Brisbane zdobył wicemistrzostwo świata w skoku. Zdobył także mistrzostwo świata w wieloboju drużynowym, który odbył się w niemieckim Dortmundzie.
Na mistrzostwach świata 1995 w japońskim Sabae zdobył 3 medale (2 złote – wielobój drużynowy i indywidualny, 1 srebrny w ćwiczeniach na podłodze).
Podczas igrzysk olimpijskich 1996 w Atlancie był jednym z głównych faworytów do złotego medalu]. Turniej zakończył z 3 medalami (1 złoty, 2 srebrne). W wieloboju drużynowym popełnił błąd poprzez poślizgnięcie, w wyniku czego drużyna chińska zdobyła wicemistrzostwo olimpijskie, przegrywając z drużyną rosyjską. Li z dzięki solidnej postawie zakwalifikował się do wieloboju, w którym walczył jak równy z równym z Rosjaninem Aleksiejem Niemowem, który w decydującym momencie swą serie skoków w ćwiczeniach wolnych, w wyniku czego Li z niewielką przewagą zdobył mistrzostwo olimpijskie.
Karierę sportową zakończył w 1997 roku, po czym założył własną firmę odzieżową.